# Stadio Libero Lolli
Lo stadio Libero Lolli è un impianto sportivo situato a Mirandola, in provincia di Modena.
Lo stadio è dedicato alla memoria di Libero Lolli, calciatore mirandolese morto prematuramente il 23 settembre 1934 all'età di soli 24 anni, poco prima dell'esordio in Serie A con la maglia del Livorno, e fratello di Nino Lolli (primo sindaco di Mirandola nel secondo dopoguerra).
Lo stadio ha ospitato le partite casalinghe dell'Unione Sportiva Mirandolese dal 1920 al 2005, e in seguito quelle della Mortizzuolese. Nella stagione 1998/1999 sono state giocate tutte le gare interne del campionato di Serie A femminile della Bellentani Modena, detentrice all'epoca del titolo di campione d'Italia.

## Storia

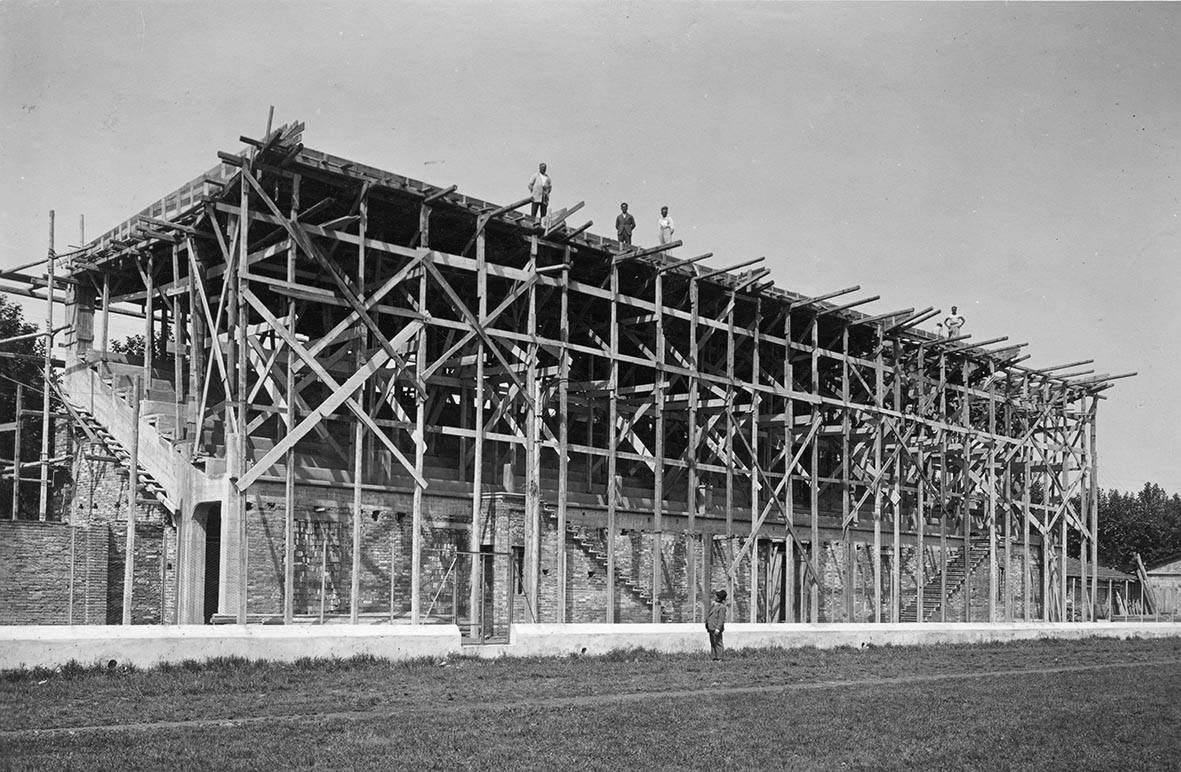
Costruzione delle tribune (1929)

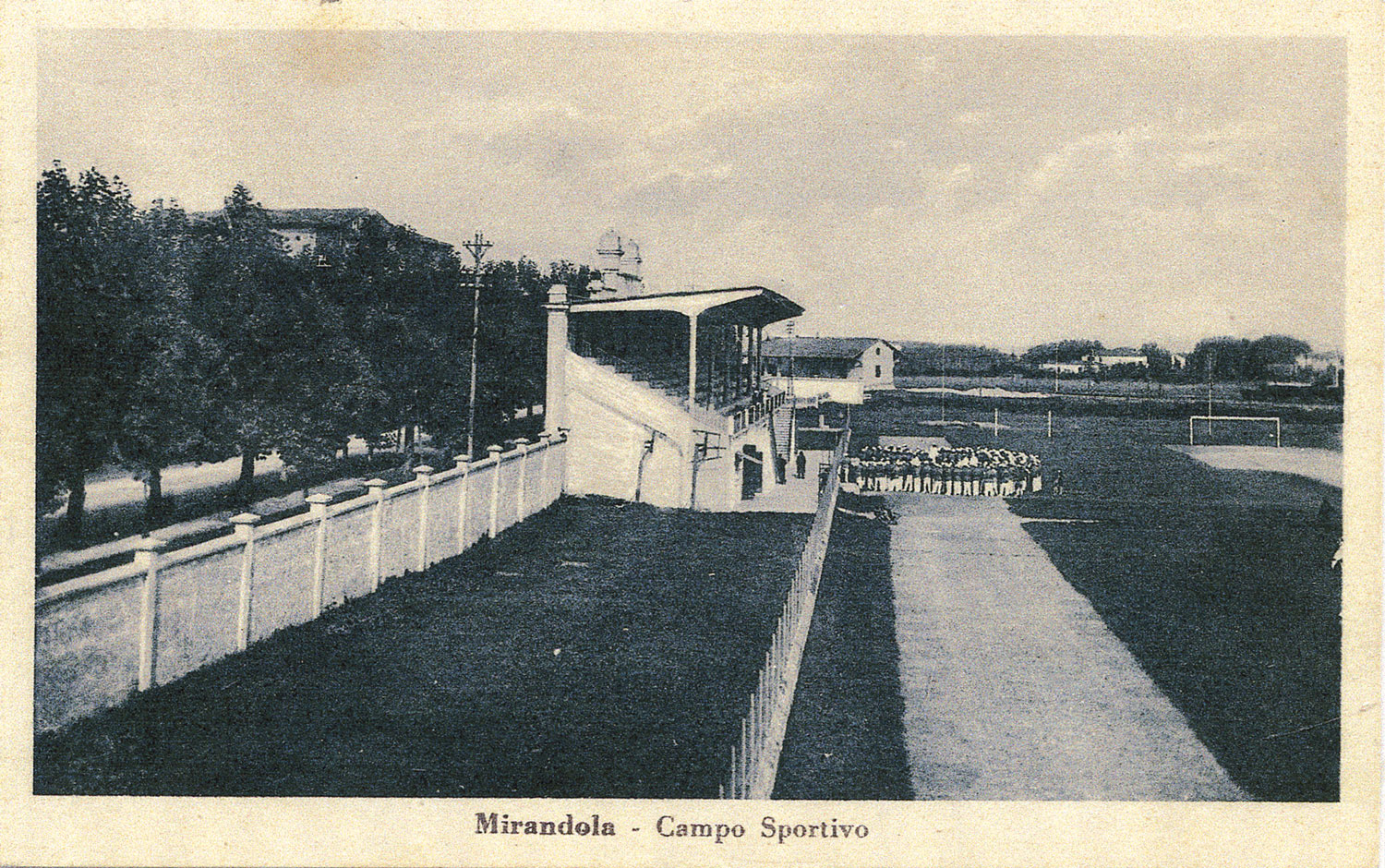
Inaugurazione dello stadio comunale di Mirandola (1930)

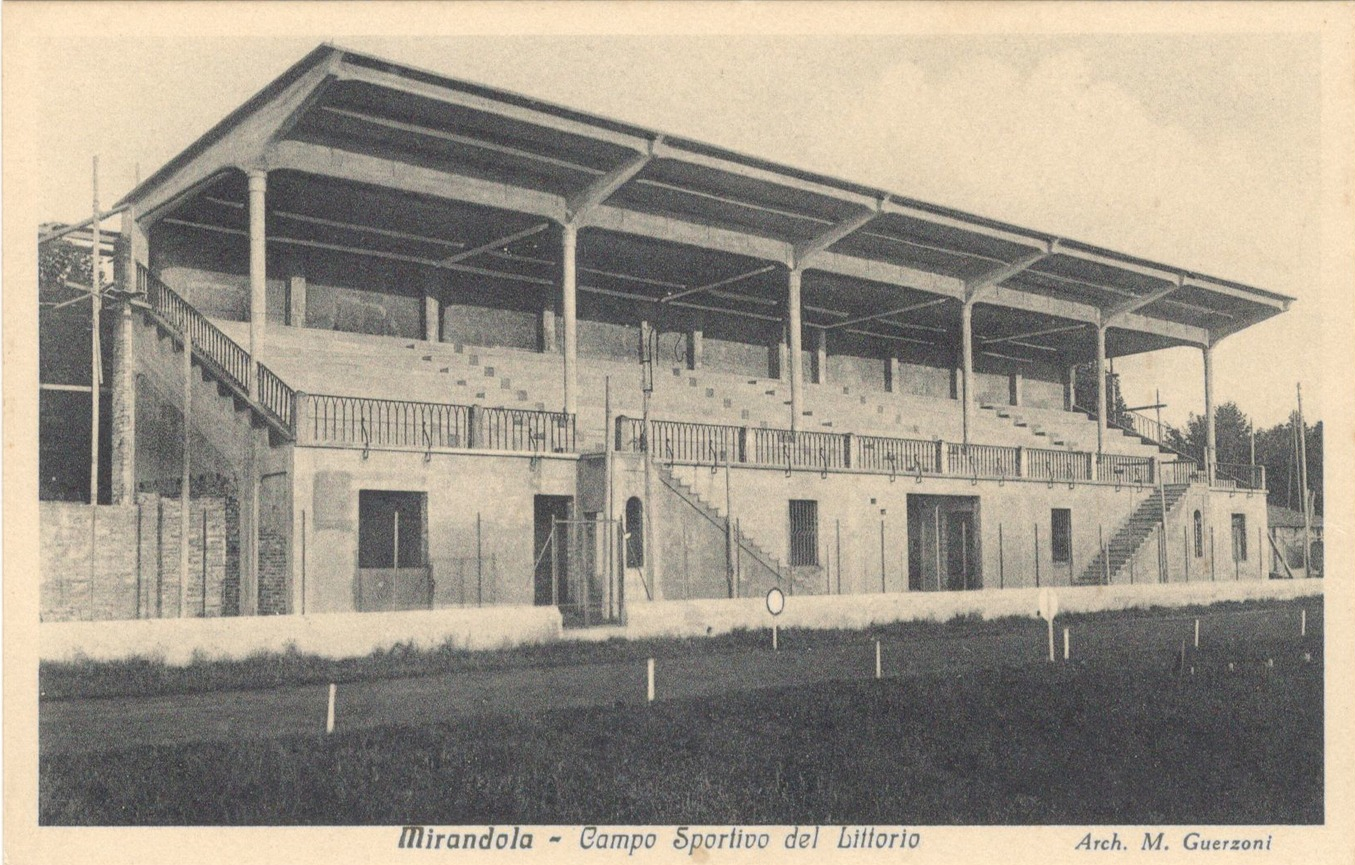
Mirandola - Campo Sportivo del Littorio

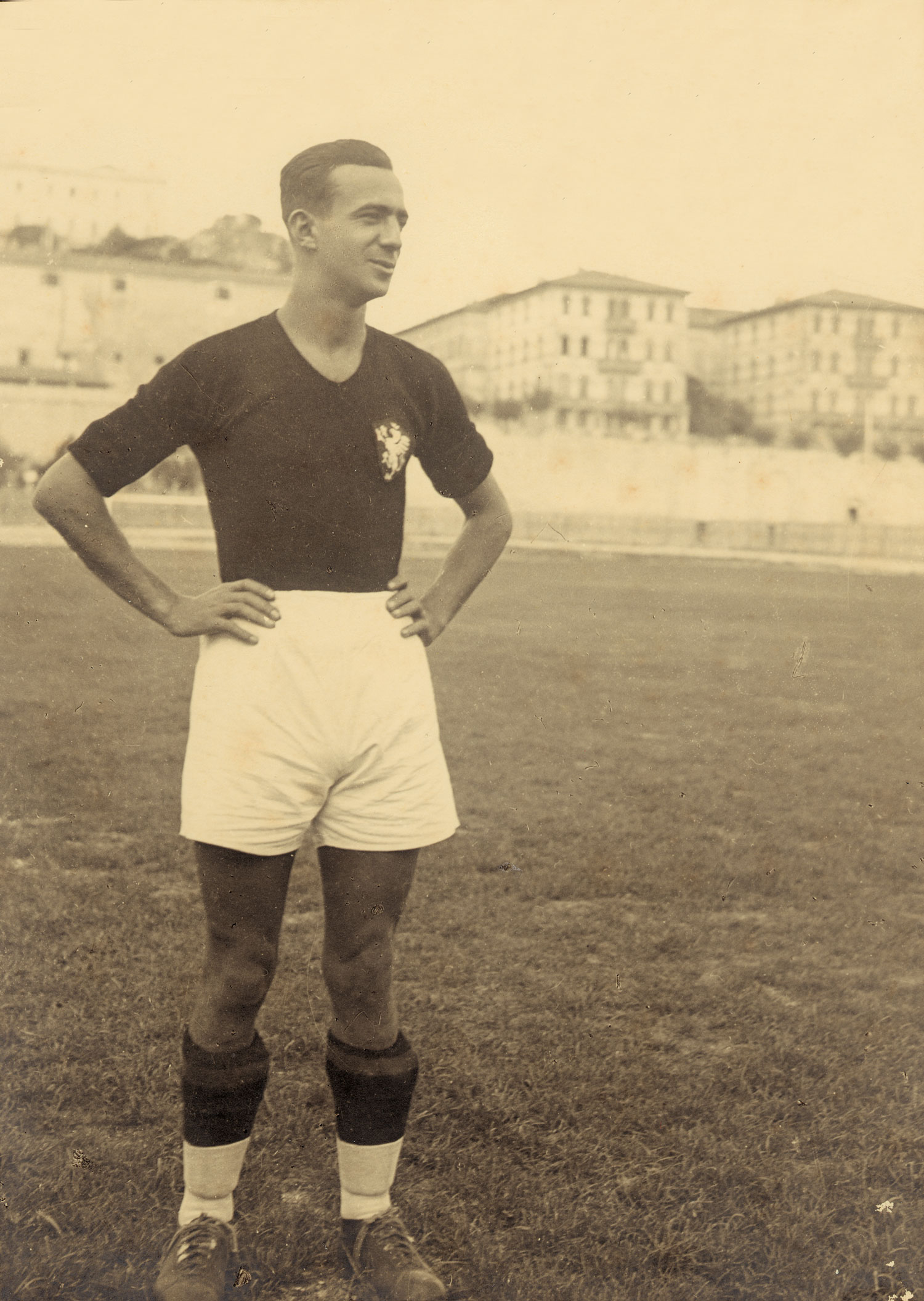
Libero Lolli con la maglia del Perugia (1932-1934)

La storia del calcio mirandolese inizia il 15 marzo 1911, quando venne fondata il "Foot-Ball Club Giovanni Pico", che chiese all'amministrazione comunale la concessione di un terreno di circa 3 biolche (9.000 m2) posto nel 9° tronco Spalti al fine di realizzare un campo sportivo. Tuttavia il terreno si trovava in locazione, pertanto il primo campo di gioco venne realizzato a lato della circonvallazione ovest. Questa prima esperienza calcistica terminò però con lo scoppio della prima guerra mondiale.
In epoca fascista venne deciso di costruire un impianto sportivo più grande, anche per servire i militari della caserma Mussolini e gli allievi della scuola di educazione fisica della Milizia Volontaria per la Sicurezza Nazionale (MVSN) per istruttori premilitari e sportivi. La scuola di educazione fisica riuscì a formare circa 2.000 istruttori all'anno, fino a toccare il culmine nel 1934 con quasi 5.000 diplomati.
Nella stagione 1928-1929 la US Mirandolese giunse al primo posto del girone E della Seconda Divisione a pari merito con il GS Farini, il quale venne battuto (2-0) nello spareggio giocato a Mantova il 9 giugno 1929. La vittoria consentì alla Mirandolese di militare nel successivo campionato di Prima Divisione (equivalente alla Serie C), categoria in cui rimase per tre anni.
Nel 1929 iniziarono così i lavori di costruzione della tribuna degli spettatori, progettata dall'architetto Mario Guerzoni (1884-1956) e che venne inaugurata nel 1930.
Fra gli sportivi mirandolesi che hanno calcato il campo dello stadio Lolli si ricordano: Oreste Benatti (Bighina), Mario Castorri (Bacic), Libero  e Nino Lolli, Evaristo Malavasi (Beg), Emilio Furlani (Milietto), Gianni Cappi, Silvano Bottecchi (Spinon), Fermo Benatti, Nando Paltrinieri, Antonio Marchetti, Livio Luppi,  Nunzio Cavazza, Ilario Righini, Marco Marchetti, Mauro Muracchini e Roberto Razzaboni.

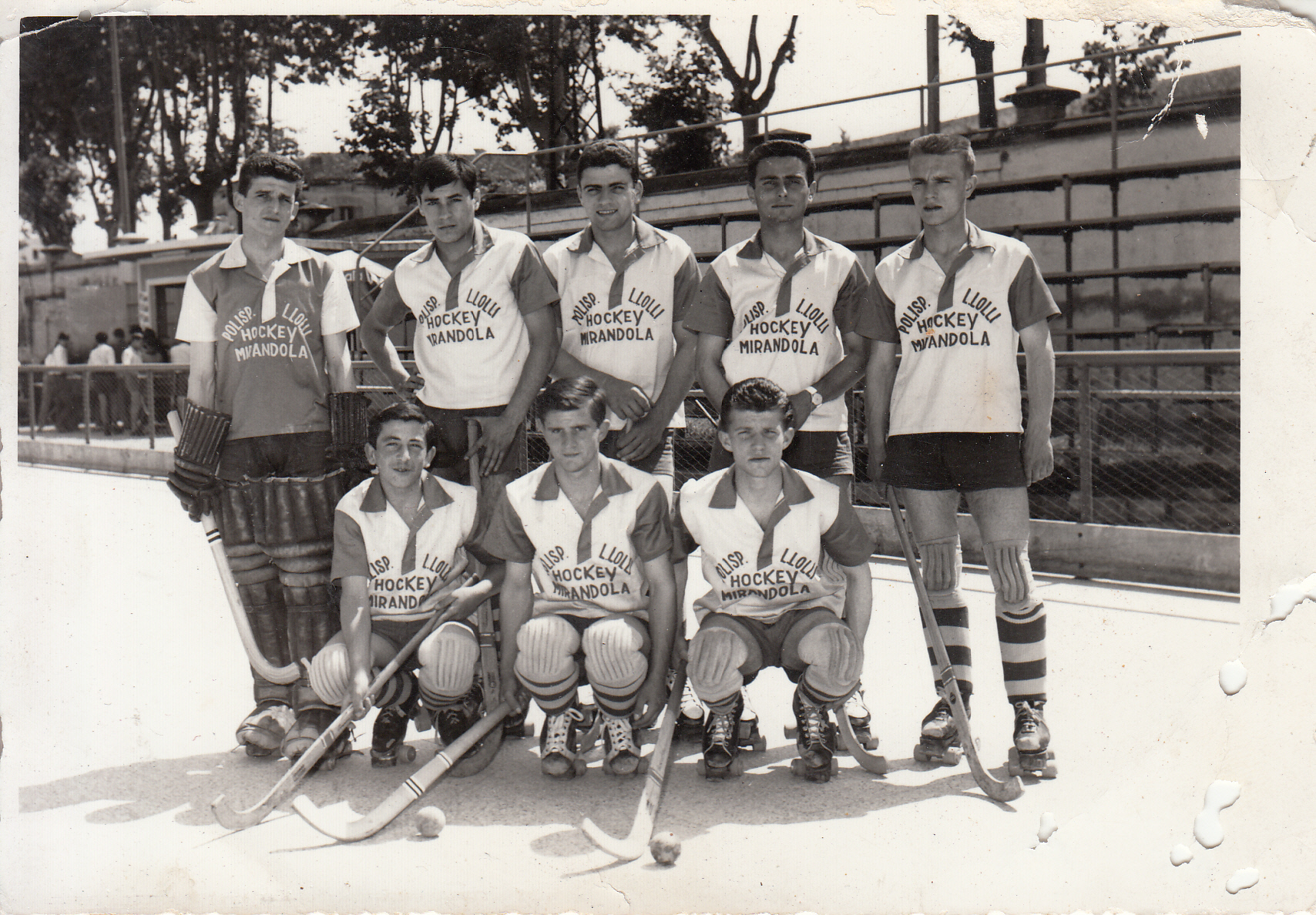
La squadra della Polisportiva Lolli sulla pista esterna a fianco dello stadio (1958)

All'interno dell'area sportiva, nel 1954 venne realizzata, a fianco della tribuna, una pista di pattinaggio su cui gareggiò per molti anni la squadra di hockey a rotelle della Polisportiva Giovanni Pico.
Nel maggio 2012 l'edificio storico delle tribune e il muro di cinta sono stati danneggiati dal terremoto dell'Emilia. Nel novembre 2012 sono stati allestiti spogliatoi temporanei e sistemata la "tribunetta Coverciano". Sono state ricevute 347 donazioni di privati cittadini per un totale di 55489,66 € per il ripristino dello stadio.
Nel 2017 l'amministrazione comunale annunciò la dismissione dello stadio Lolli, il cui terreno erboso sarà destinato alla costruzione di nuovi appartamenti e negozi. Peraltro, la tribuna (vincolata dalla Sovrintendenza ai beni culturali in quanto edificio storico) verrà riammodernata per servire un giardino pubblico.

## Struttura
Lo stadio dispone di due tribune, ai lati del terreno di gioco.
La tribunetta veniva scherzosamente chiamata "Tribuna Coverciano".
Nell'area sportiva è presente una pista di pattinaggio, un centro per il tennis e la palestra polisportiva "Remo Brunatti".

## Filmografia
- Archivio Luce, Teruzzi in visita alla Scuola Ufficiali Benito Mussolini, su YouTube, 12 giugno 1935. URL consultato l'8 marzo 2017.
«Descrizione sequenze:Teruzzi passa in rassegna allievi della scuola ufficiali Benito Mussolini di Mirandola ; gli allievi si esibiscono in un saggio ginnico ; il campo sportivo della scuola con gli allievi che si esercitano e marciano davanti al palco delle autorità»